# Yamina
Yamina (hebreu: ימינה‎, Cap a la dreta) és una coalició política d'Israel de partits de dreta i extrema-dreta formada inicialment per la unió de la Nova Dreta, La Llar Jueva i Tkuma. La llista va ser creada per a les eleccions de setembre de 2019. Després de les eleccions de 2020, La Llar Jueva abandonà la coalició i abans de les eleccions de 2021 Tkuma anuncià que es presentaria en solitari, continuant la Nova Dreta fent servir el nom de Yamina.

## Història
El 21 de juliol de 2019, després de quedar fora de la Kenésset en les eleccions de l'abril 2019, el líder de la Nova Dreta Naftali Bennett va decidir cedir el lideratge del partit a Ayelet Shaked. En el seu primer discurs, Shaked va declarar que cercaria la unió amb la Unió de Partits de Dreta (en aquell moment formada per La Llar Jueva i Tkuma, després de la sortida d'Otzma Yehudit) i altres partits de dretes.
L'endemà, les negociacions amb la Unió de Partits de Dreta van començar. Les negociacions inicialment van quedar aturades, mentre el dirigent de la Unió de Partits de Dreta Rafi Peretz es mostrava poc disposat de permetre el lideratge de la llista a Shaked, i els desacords van sorgir sobre quins llocs a la llista ocuparien els representants dels tres partits. Un altre tema que va sorgir en les negociacions era si l'anterior membre de la Unió de Partits de Dreta, el radical Otzma Yehudit hauria de ser inclòs en la nova llista conjunta. Aquest partit, finalment abandonà la Unió de Partits de Dreta.
El 29 de juliol de 2019, la Unió de Partits de Dreta i la Nova Dreta van acordar una llista conjunta liderada per l'exministra de justícia i membre de la Nova Dreta Ayelet Shaked. amb la intenció d'evitar que si es presentaven per separat poguessin quedar per sota de la barrera electoral del 3,25% que s'ha de superar per a entrar a la Kenésset. Després de les eleccions, tal com ja havien anunciat prèviament, es van dividir en dos grups a la Kenésset, un per la Nova Dreta i un altre per La Llar Jueva i Tkuma, tot i que de cara a la repetició de les eleccions van decidir tornar a formar la coalició. Com a part de l'acord, van acordar que negociarien conjuntament d'establir un govern de dreta sota la presidència de Binyamín Netanyahu.
A les eleccions de 2020 Yamina es tornà a presentar formada pels mateixos partits i amb Naftali Bennett com a candidat. El 15 de maig de 2020 Yamina anuncià que no donarien suport al nou govern i formarien part de l'oposició. El dia abans, Peretz, líder de La Llar Jueva, abandonà la coalició per a entrar al govern i ser nomenat ministre d'Afers de Jerusalem i Patrimoni. L'11 de gener de 2021, Tkuma anuncià que es presentaria en solitari i no com a part de la coalició.
Després de les eleccions de 2021, s'arribà a un acord de govern de Yamina, Yeix Atid, Blau i Blanc, Partit Laborista, Yisrael Beiteinu, Nova Esperança, Mérets, i la Llista Àrab Unida que preveia que Naftali Bennett de Yamina seria primer ministre fins al 27 d'agost de 2023, moment en què Yair Lapid, líder de Yeix Atid, agafaria el relleu com a primer ministre i que l'acció de govern se centraria en l'economia i en temes socials, emfatitzant la recuperació després de la Pandèmia de COVID-19. El 30 de juny de 2022, després de l'agreujament de les diferències entre els partits del govern i de patir algunes desercions que els feren perdre la majoria parlamentària, la Kenésset va aprovar la seva dissolució i convocatòria d'eleccions i, segons els acords de coalició, Yair Lapid fou nomenat Primer ministre d'Israel a partir del dia 1 de juliol.
Yamina anuncià el 27 de juliol de 2022 que s'havien aliat amb la formació Derech Eretz per a formar la coalició Esperit Sionista de cara a les eleccions legislatives d'Israel de 2022. Poc després d'un mes de la creació de la coalició, l'11 de setembre, anunciaren que es trencava la coalició. El motiu esgrimit per Shaked fou que Hendel refusava la possibilitat de formar un govern de dretes amb Binyamín Netanyahu mentre que Hendel preferia provocar unes sisenes eleccions abans que pactar un govern presidit per Netanyahu. Shaked digué que no estava preparada per a portar el país a unes noves eleccions i que, en cas que no fos possible formar un govern d'unitat nacional, miraria de formar un govern de dretes en el qual Esperit Sionista hi jugués un rol de responsabilitat. Finalment, el dia 13 de setembre Yamina anuncià que es presentaria dins de la llista de La Llar Jueva, ocupant Shaked la primera posició de la llista i essent per a Yamina també les posicions 3, 5 i 6.

## Composició

### Composició actual
| Nom | Nom        | Ideologia                                          | Posició | Dirigent        |
| --- | ---------- | -------------------------------------------------- | ------- | --------------- |
|     | Nova Dreta | Conservadorisme nacionalista, liberalisme econòmic | Dreta   | Naftali Bennett |

### Composició anterior
A les eleccions de setembre de 2019 i a les de 2020, la coalició també estava formada pels següents partits:
| Nom | Nom           | Ideologia                                          | Posició            | Dirigent         |
| --- | ------------- | -------------------------------------------------- | ------------------ | ---------------- |
|     | Nova Dreta    | Conservadorisme nacionalista, liberalisme econòmic | Dreta              | Naftali Bennett  |
|     | Tkuma         | Sionisme religiós, Ultranacionalisme               | Ultradreta         | Bezalel Smotrich |
|     | La Llar Jueva | Sionisme religiós, Conservadorisme                 | Dreta i ultradreta | Rafi Peretz      |

Després d'aquestes eleccions, la coalició es trencà i la Nova Dreta continuà fent servir el nom de la coalició en solitari.

## Principis
La dirigent de partit Ayelet Shaked va llistar 11 principis als quals Yamina és comprometia:
1. Identitat jueva: treballar per a enfortir la identitat jueva de l'Estat d'Israel i per a enfortir la connexió d'estudiants israelians amb la Torà, la Terra d'Israel i el patrimoni jueu.
2. Nacionalitat: Actuar per a l'aplicació de la Llei de l'estat nació i per a prevenir els perjudicis que hi hagi, tot garantint els drets i la igualtat dels ciutadans israelians.
3. Unitat de la terra: Yamina és l'únic partit que s'oposa a la creació d'un estat palestí i a qualsevol retirada dels territoris de la Terra d'Israel. Treballaran per desenvolupar assentaments a tot el país.
4. Sobirania: Actuar per a l'aplicació plena i equitativa de la sobirania nacional i de l'estat de dret a tots els ciutadans i residents d'Israel, inclosa la fi de l'administració militar de Judea i Samaria i l'aplicació de la sobirania israeliana als territoris de Judea, Samaria i la vall del riu Jordà.
5. Determinació contra el terror: derrotar el terrorisme amb determinació, derrotar el terrorisme fronterer de Gaza i acabar amb les bonificacions pagades per terroristes per l'Autoritat Palestina. Recuperar els cadàvers de soldats i fer pagar un preu a Hamàs per les seves accions, amb una resistència total a l'alliberament de terroristes empresonats. Actuar per a ajudar els veterans amb discapacitat i les víctimes del conflicte.
6. Aliyà: Treballar per a la implementació d'una política nacional d'Aliyà, que promogui la immigració jueva i elimini les barreres innecessàries a la immigració. Evitar la immigració il·legal de treballadors migrants a Israel i evitar l'abús de les polítiques de reunificació familiar.
7. Competència i llibertat: Promourem la competència per trencar monopolis i càrtels, obrir l'economia a la competència internacional i reduir la planificació central de l'economia. Promoure la competència en el mercat de l'habitatge, alliberar terrenys per a la construcció i implementar polítiques de fiscalitat que fomentin el desenvolupament. Agilitzar la regulació, reduir la càrrega reguladora per als empresaris que fomentarà l'ocupació i la productivitat i crear un entorn confortable per a una economia compartida i la indústria d'alta tecnologia.
8. Dret al treball: Reformar la llei laboral de manera que els sindicats només puguin representar a tots els treballadors en un lloc de treball si tenen una majoria dels seus treballadors sindicats, implementar un arbitratge governamental obligatori per resoldre els conflictes laborals en serveis governamentals essencials i augmentar la transparència en les organitzacions laborals.
9. Governabilitat: Enfortir els valors de governabilitat i democràcia. Enfortir l'estatus de la Kenésset com a autoritat legislativa i restablir la confiança en la Cort Suprema com a autoritat judicial, d'acord amb la llei. Enfortir l'estatus dels càrrecs electes davant la burocràcia no electa.
10. Responsabilitat social: Actuar en la protecció econòmica i mèdica per a persones amb discapacitat i gent gran, alhora que s'integren persones amb discapacitat a l'educació, a la societat i al mercat de treball.
11. Galilea i el Nègueb: reforçar Galilea i el Nègueb amb oportunitats de treball addicionals, habitatge, assistència sanitària, turisme, cultura i transport. Fomentar la inversió de capital i les iniciatives privades que reforcin el capital humà i permetin que les famílies s'instal·lin i es quedin a Galilea i al Nègueb. Enfortir l'agricultura i els assentaments laborals.

## Dirigents
| Dirigent | Dirigent | Dirigent        | Inici | Final        |
| -------- | -------- | --------------- | ----- | ------------ |
| 1        |          | Ayelet Shaked   | 2019  | 2019         |
| 2        |          | Naftali Bennett | 2020  | 2022         |
| (1)      |          | Ayelet Shaked   | 2022  | En el càrrec |

## Resultats electorals
| Any       | Líder           | Vots                  | %                     | Escons  | +/- | Estatus           |
| --------- | --------------- | --------------------- | --------------------- | ------- | --- | ----------------- |
| Set. 2019 | Ayelet Shaked   | 230.907               | 5,72                  | 7 / 120 | Nou | Anticipades       |
| 2020      | Naftali Bennett | 240.689               | 5,24                  | 6 / 120 | 1   | Oposició          |
| 2021      | Naftali Bennett | 273.836               | 6,21                  | 7 / 120 | ▲ 4 | Govern            |
| 2022      | Ayelet Shaked   | Dins la La Llar Jueva | Dins la La Llar Jueva | 0 / 120 | 7   | Extraparlamentari |